# Dunes (Tarn-et-Garonne)
Pour les articles homonymes, voir Dune (homonymie).
Dunes est une commune française située dans l'ouest du département de Tarn-et-Garonne, en région Occitanie.
Sur le plan historique et culturel, la commune est dans la Lomagne, une ancienne circonscription de la province de Gascogne ayant titre de vicomté, surnommée « Toscane française ».
Exposée à un climat océanique altéré, elle est drainée par l'Auroue, le ruisseau du Métau, le ruisseau de Sempesserre, le ruisseau du Rat et par divers autres petits cours d'eau. La commune possède un patrimoine naturel remarquable : un site Natura 2000 (les « cavités et coteaux associés en Quercy-Gascogne »), un espace protégé (la « grotte du roc ») et une zone naturelle d'intérêt écologique, faunistique et floristique.
Dunes est une commune rurale qui compte 1 218 habitants en 2022, après avoir connu une forte hausse de la population depuis 1975.  Elle fait partie de l'aire d'attraction d'Agen. Ses habitants sont appelés les Dunois ou  Dunoises.

## Géographie

### Localisation
Dunes se situe à environ 20 km d'Agen sur les collines longeant la vallée de la Garonne. La commune se trouve à l'extrémité ouest du département de Tarn-et-Garonne et elle est limitrophe de ceux du Gers et de Lot-et-Garonne.
Le village est situé dans le Pays du Brulhois, zone s'étendant sur la rive gauche de la Garonne de Laplume à Auvillar en passant par Layrac.

### Communes limitrophes
Les communes limitrophes sont  Caudecoste, Cuq, Donzac, Gimbrède, Saint-Loup, Saint-Sixte et Sistels.
| Caudecoste (Lot-et-Garonne) | Saint-Sixte (Lot-et-Garonne) |                                   |
| Cuq (Lot-et-Garonne)        | Dunes                        | Donzac                            |
| Gimbrède (Gers)             | Sistels                      | Saint-Cirice (par un quadripoint) |

### Hydrographie

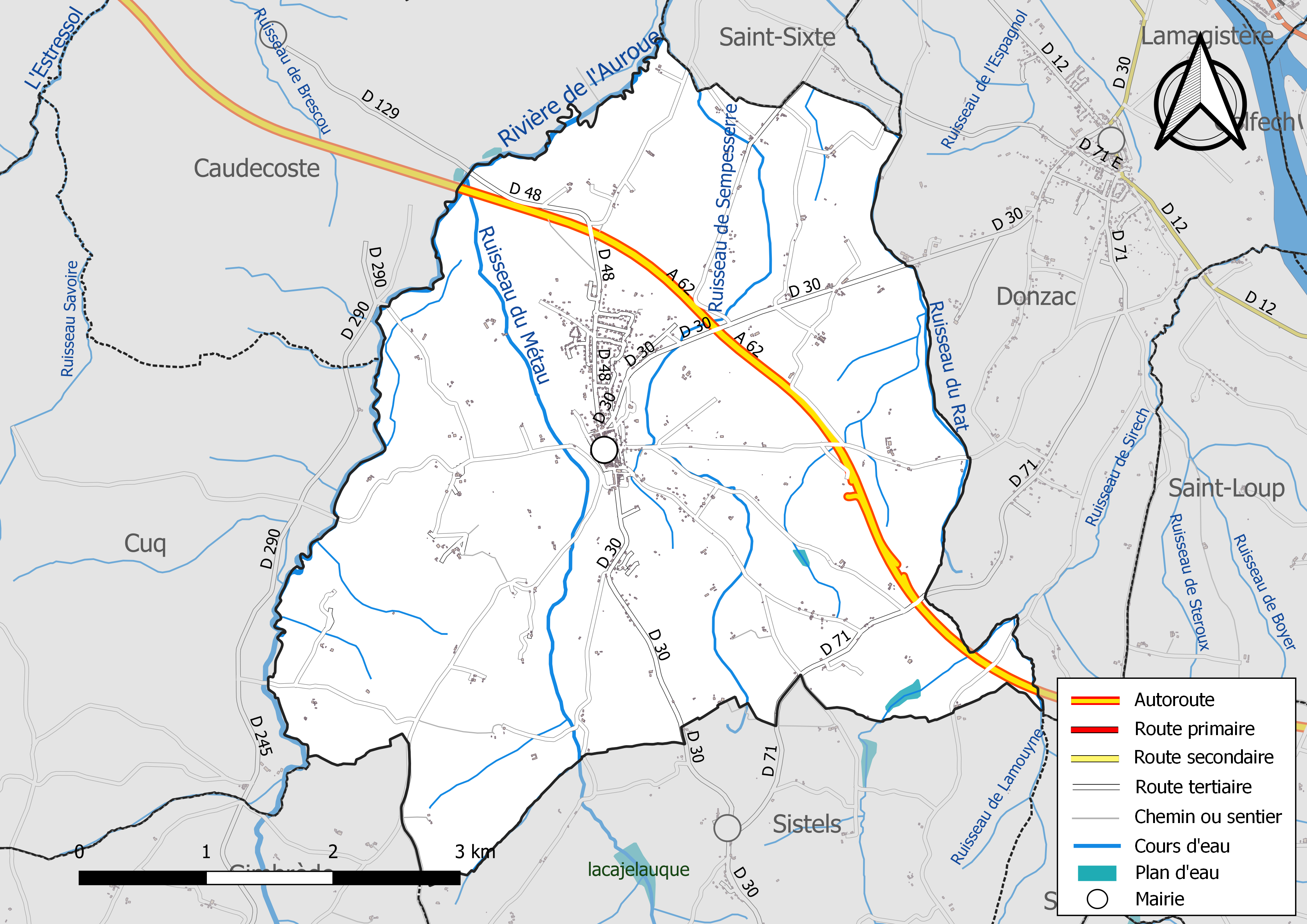
Réseaux hydrographique et routier de Dunes.

La commune est dans le bassin versant de la Garonne, au sein du bassin hydrographique Adour-Garonne. Elle est drainée par l'Auroue, le ruisseau du Métau, le ruisseau de Sempesserre, le ruisseau du Rat, le ruisseau de Lamouyne, le ruisseau de Sirech et par divers petits cours d'eau, constituant un réseau hydrographique de 32 km de longueur totale,.
L'Auroue, d'une longueur totale de 62,4 km, prend sa source dans la commune de Crastes et s'écoule du sud vers le nord. Il traverse la commune et se jette dans la Garonne à Saint-Romain-le-Noble, après avoir traversé 26 communes.
Le ruisseau du Métau, d'une longueur totale de 11 km, prend sa source dans la commune de Flamarens et s'écoule du sud vers le nord. Il se jette dans la rivière de l'Auroue sur le territoire communal, après avoir traversé 3 communes.

### Climat
Pour des articles plus généraux, voir Climat de l'Occitanie et Climat de Tarn-et-Garonne.
En 2010, le climat de la commune est de type climat du Bassin du Sud-Ouest, selon une étude du Centre national de la recherche scientifique s'appuyant sur une série de données couvrant la période 1971-2000. En 2020, Météo-France publie une typologie des climats de la France métropolitaine dans laquelle la commune est exposée à un climat océanique altéré et est dans la région climatique Aquitaine, Gascogne, caractérisée par une pluviométrie abondante au printemps, modérée en automne, un faible ensoleillement au printemps, un été chaud (19,5 °C), des vents faibles, des brouillards fréquents en automne et en hiver et des orages fréquents en été (15 à 20 jours).
Pour la période 1971-2000, la température annuelle moyenne est de 13 °C, avec une amplitude thermique annuelle de 15,1 °C. Le cumul annuel moyen de précipitations est de 753 mm, avec 9,7 jours de précipitations en janvier et 6,4 jours en juillet. Pour la période 1991-2020, la température moyenne annuelle observée sur la station météorologique de Météo-France la plus proche, « Valence », sur la commune de Valence à 10 km à vol d'oiseau, est de 14,3 °C et le cumul annuel moyen de précipitations est de 747,3 mm. 
La température maximale relevée sur cette station est de 43 °C, atteinte le 12 août 2003 ; la température minimale est de −13,7 °C, atteinte le 9 février 2012,,.
Les paramètres climatiques de la commune ont été estimés pour le milieu du siècle (2041-2070) selon différents scénarios d'émission de gaz à effet de serre à partir des nouvelles projections climatiques de référence DRIAS-2020. Ils sont consultables sur un site dédié publié par Météo-France en novembre 2022.

### Milieux naturels et biodiversité

#### Espaces protégés
La protection réglementaire est le mode d’intervention le plus fort pour préserver des espaces naturels remarquables et leur biodiversité associée,.
Un  espace protégé est présent sur la commune : 
la « grotte du roc », un terrain acquis (ou assimilé) par un conservatoire d'espaces naturels, d'une superficie de 0,6 ha.

#### Réseau Natura 2000

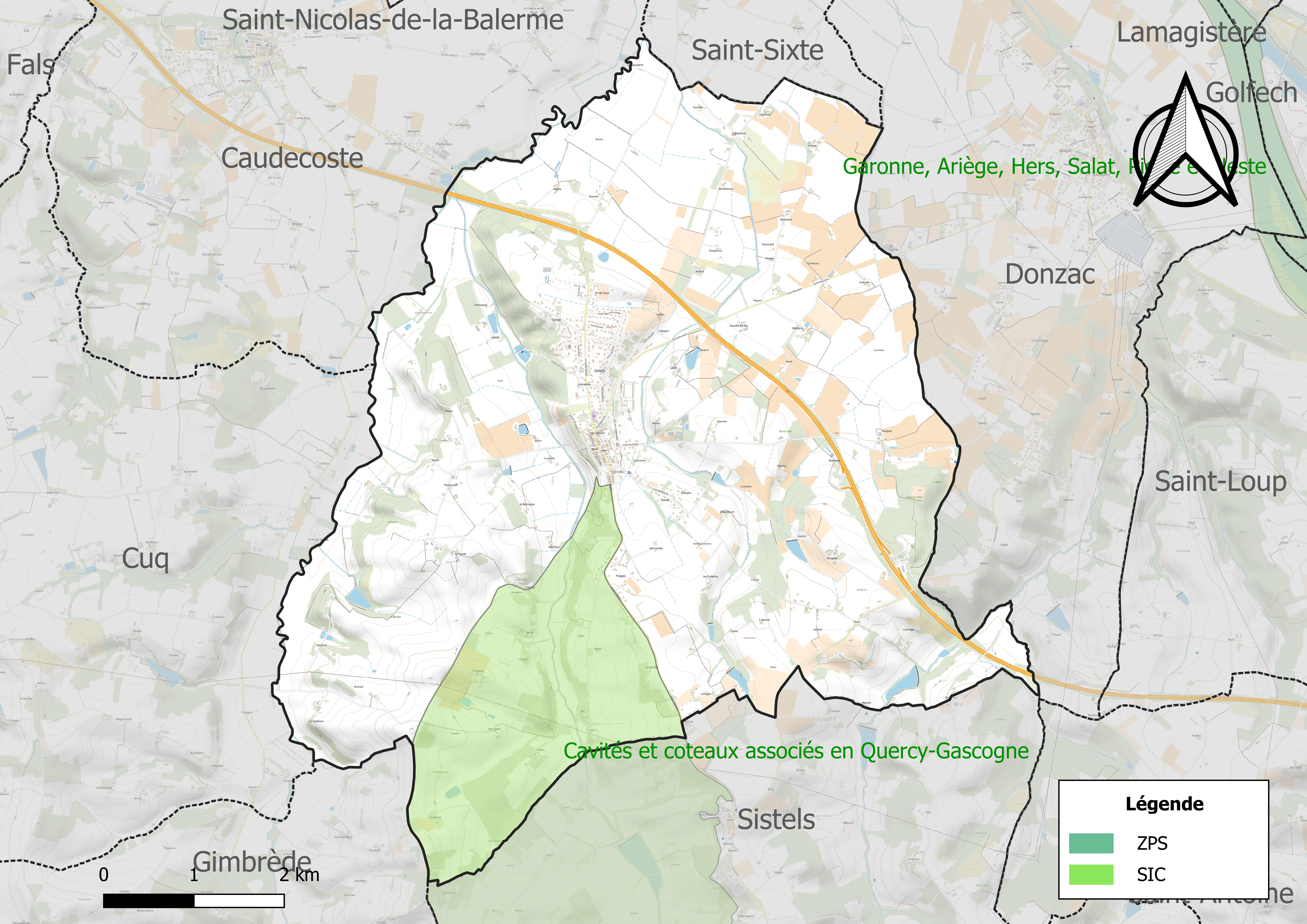
Site Natura 2000 sur le territoire communal.

Le réseau Natura 2000 est un réseau écologique européen de sites naturels d'intérêt écologique élaboré à partir des directives habitats et oiseaux, constitué de zones spéciales de conservation (ZSC) et de zones de protection spéciale (ZPS).
Un site Natura 2000 a été défini sur la commune au titre de la directive habitats : les « cavités et coteaux associés en Quercy-Gascogne », d'une superficie de 1 103 ha, un site hébergeant régulièrement huit espèces de chiroptères de l'annexe II. Il est fréquenté à toutes les saisons par les chauves-souris. En particulier, parmi ces espèces, le Minioptère de Schreibers et le complexe bispécifique Petit Murin/Grand Murin possèdent des effectifs remarquables en période de reproduction.

#### Zones naturelles d'intérêt écologique, faunistique et floristique

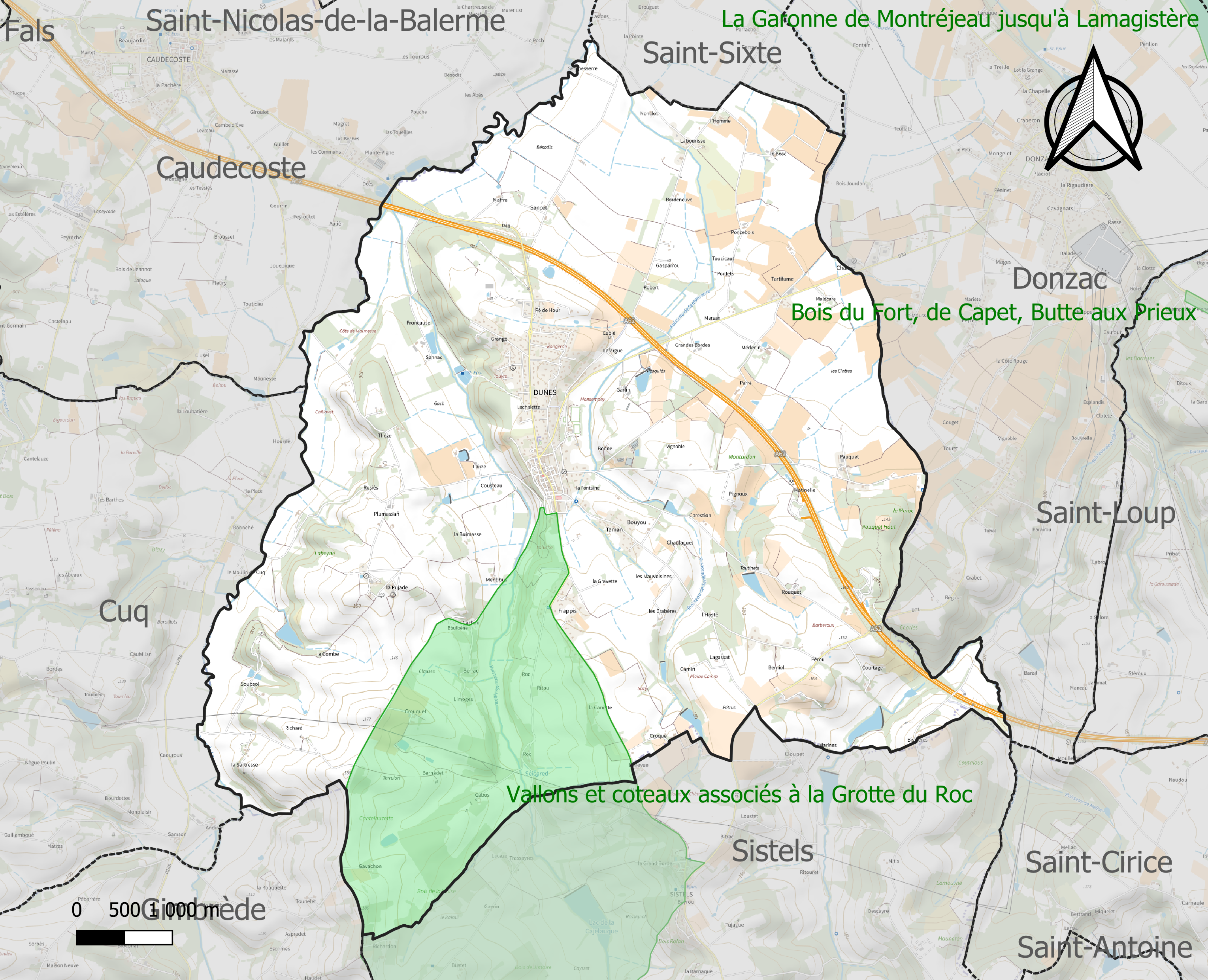
Carte de la ZNIEFF de type 1 localisée sur la commune.

L’inventaire des zones naturelles d'intérêt écologique, faunistique et floristique (ZNIEFF) a pour objectif de réaliser une couverture des zones les plus intéressantes sur le plan écologique, essentiellement dans la perspective d’améliorer la connaissance du patrimoine naturel national et de fournir aux différents décideurs un outil d’aide à la prise en compte de l’environnement dans l’aménagement du territoire.
Une ZNIEFF de type 1 est recensée sur la commune :
les « vallons et coteaux associés à la grotte du Roc » (623 ha), couvrant 3 communes dont une dans le Gers et deux dans le Tarn-et-Garonne.

## Urbanisme

### Typologie
Au 1er janvier 2024, Dunes est catégorisée bourg rural, selon la nouvelle grille communale de densité à sept niveaux définie par l'Insee en 2022.
Elle est située hors unité urbaine. Par ailleurs la commune fait partie de l'aire d'attraction d'Agen, dont elle est une commune de la couronne,. Cette aire, qui regroupe 81 communes, est catégorisée dans les aires de 50 000 à moins de 200 000 habitants,.

### Occupation des sols

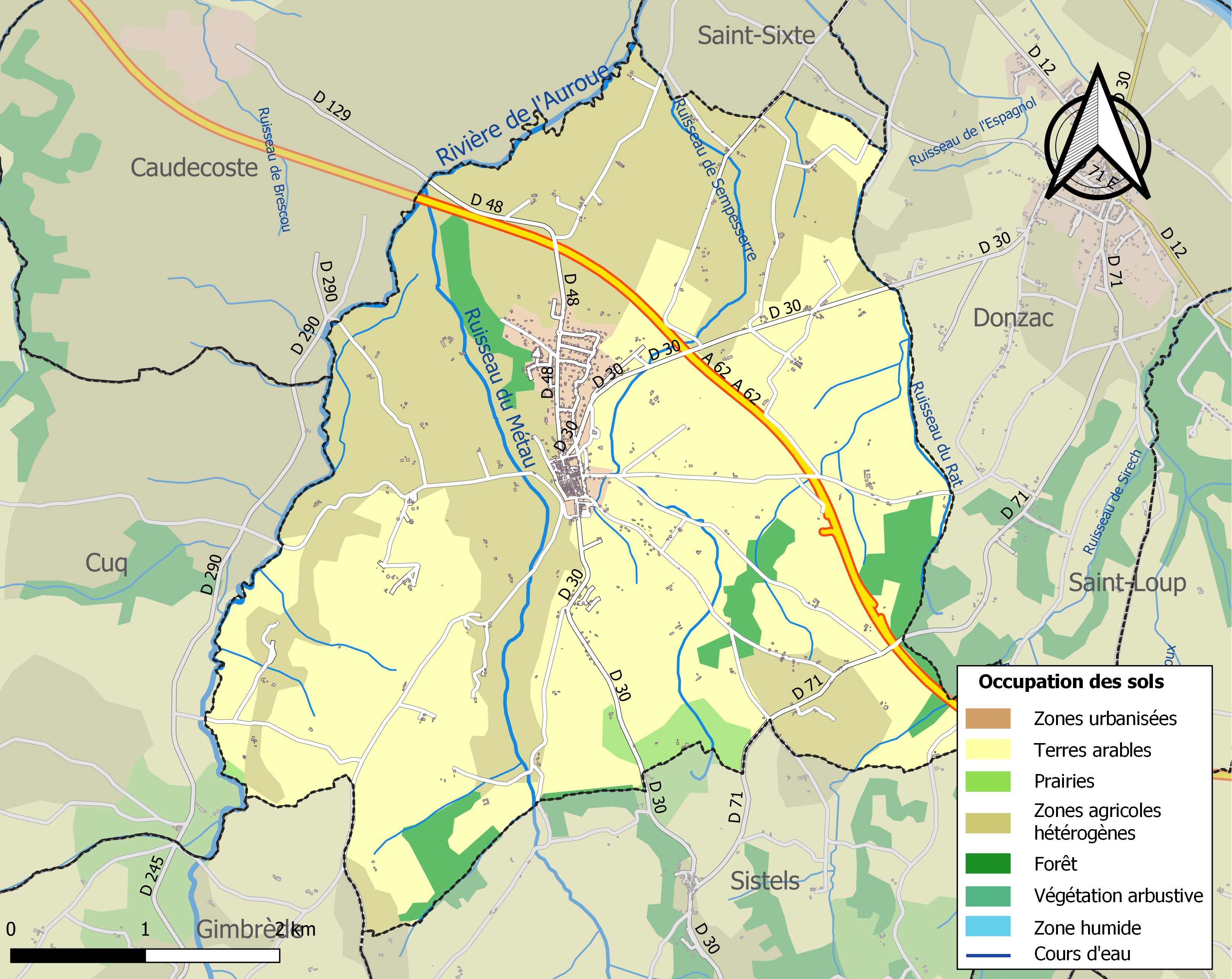
Carte des infrastructures et de l'occupation des sols de la commune en 2018 (CLC).

L'occupation des sols de la commune, telle qu'elle ressort de la base de données européenne d’occupation biophysique des sols Corine Land Cover (CLC), est marquée par l'importance des territoires agricoles (91,7 % en 2018), en diminution par rapport à 1990 (93 %). La répartition détaillée en 2018 est la suivante : 
zones agricoles hétérogènes (38,9 %), terres arables (36,5 %), cultures permanentes (14,9 %), forêts (5,4 %), zones urbanisées (2,9 %), prairies (1,5 %). L'évolution de l’occupation des sols de la commune et de ses infrastructures peut être observée sur les différentes représentations cartographiques du territoire : la carte de Cassini (XVIIIe siècle), la carte d'état-major (1820-1866) et les cartes ou photos aériennes de l'IGN pour la période actuelle (1950 à aujourd'hui).

### Risques majeurs
Le territoire de la commune de Dunes est vulnérable à différents aléas naturels : météorologiques (tempête, orage, neige, grand froid, canicule ou sécheresse), inondations, mouvements de terrains et séisme (sismicité très faible). Il est également exposé à deux risques technologiques,  le transport de matières dangereuses et le risque nucléaire. Un site publié par le BRGM permet d'évaluer simplement et rapidement les risques d'un bien localisé soit par son adresse soit par le numéro de sa parcelle.

#### Risques naturels
Certaines parties du territoire communal sont susceptibles d’être affectées par le risque d’inondation par débordement de cours d'eau, notamment l'Auroue et le ruisseau du Métau. La cartographie des zones inondables en ex-Midi-Pyrénées réalisée dans le cadre du XIe Contrat de plan État-région, visant à informer les citoyens et les décideurs sur le risque d’inondation, est accessible sur le site de la DREAL Occitanie. La commune a été reconnue en état de catastrophe naturelle au titre des dommages causés par les inondations et coulées de boue survenues en 1982, 1993, 1999, 2018 et 2020,.
Dunes est exposée au risque de feu de forêt. Le département de Tarn-et-Garonne présentant toutefois globalement un niveau d’aléa moyen à faible très localisé, aucun Plan départemental de protection des forêts contre les risques d’incendie de forêt (PFCIF) n'a été élaboré. Le débroussaillement aux abords des maisons constitue l’une des meilleures protections pour les particuliers contre le feu,.

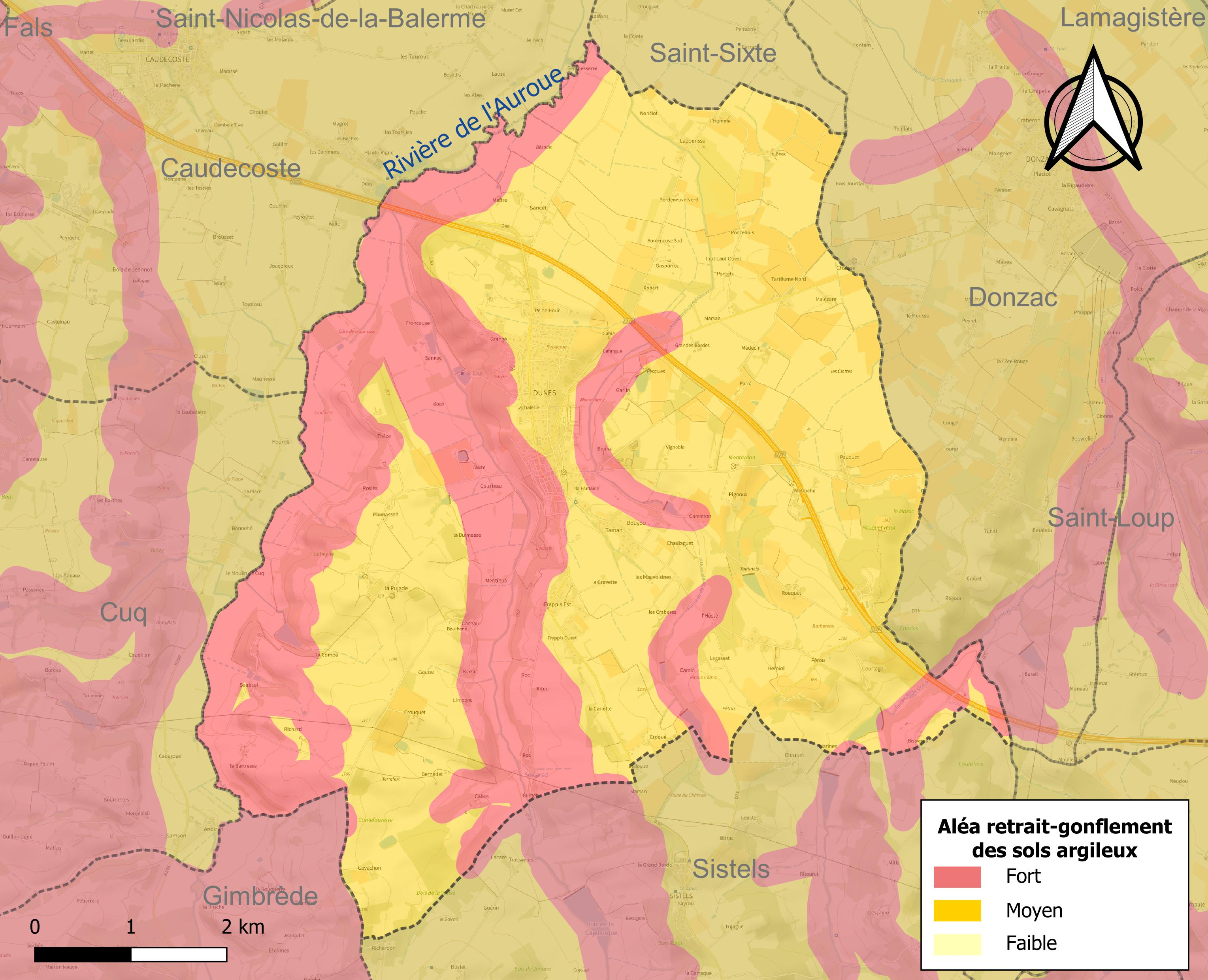
Carte des zones d'aléa retrait-gonflement des sols argileux de Dunes.

Les mouvements de terrains susceptibles de se produire sur la commune sont des tassements différentiels.
Le retrait-gonflement des sols argileux est susceptible d'engendrer des dommages importants aux bâtiments en cas d’alternance de périodes de sécheresse et de pluie. La totalité de la commune est en aléa moyen ou fort (92 % au niveau départemental et 48,5 % au niveau national). Sur les 583 bâtiments dénombrés sur la commune en 2019, 583 sont en aléa moyen ou fort, soit 100 %, à comparer aux 96 % au niveau départemental et 54 % au niveau national. Une cartographie de l'exposition du territoire national au retrait gonflement des sols argileux est disponible sur le site du BRGM,.
Par ailleurs, afin de mieux appréhender le risque d’affaissement de terrain, l'inventaire national des cavités souterraines permet de localiser celles situées sur la commune.
Concernant les mouvements de terrains, la commune a été reconnue en état de catastrophe naturelle au titre des dommages causés par la sécheresse en 1989, 1991, 1992, 2002, 2003, 2009 et 2015 et par des mouvements de terrain en 1999.

#### Risques technologiques
Le risque de transport de matières dangereuses sur la commune est lié à sa traversée par des infrastructures routières ou ferroviaires importantes ou la présence d'une canalisation de transport d'hydrocarbures. Un accident se produisant sur de telles infrastructures est susceptible d’avoir des effets graves sur les biens, les personnes ou l'environnement, selon la nature du matériau transporté. Des dispositions d’urbanisme peuvent être préconisées en conséquence.
En cas d’accident grave, certaines installations nucléaires sont susceptibles de rejeter dans l’atmosphère de l’iode radioactif. La commune étant située dans le périmètre de sûreté de 5 km autour de la centrale nucléaire de Golfech, elle est exposée au risque nucléaire. En cas d'accident nucléaire, une alerte est donnée par différents médias (sirène, sms, radio, véhicules). Dès l'alerte, les personnes habitant dans le périmètre de 2 km se mettent à l'abri. Les personnes habitant dans le périmètre de 20 km peuvent être amenées, sur ordre du préfet, à évacuer et ingérer des comprimés d'iode,,.

## Toponymie
L'hypothèse la plus probable est que Dunes viendrait de la racine celte "Duno" qui veut dire colline, forteresse.
Une autre hypothèse est que le village fut nommé Dunae en référence à un homme gallo-romain nommé Dunius. Le nom du village voudrait donc dire "le domaine de Dunius"[réf. nécessaire].

## Histoire
La commune fut rattachée au département de Tarn-et-Garonne à la création de celui-ci par Napoléon Ier le 4 novembre 1808. Elle faisait jusqu'alors partie du Lot-et-Garonne en compagnie du canton de Valence d'Agen.

### Les pendus de 1944
Durant la Seconde Guerre mondiale, " le bourg de Dunes a le triste privilège d'être classé au rang des villages martyrs. En effet, le 23 juin 1944, une unité de SS cantonnés non loin de là, dans le chef-lieu du canton voisin de Valence-d'Agen, recherche des « résistants ». Ces derniers auraient été préalablement dénoncés par deux femmes du village voisin. L'officier SS a, en effet, une liste de 42 noms. Après avoir fait rassembler près de 70 hommes sous les arcades de l'ancienne bastide tarn-et-garonnaise, les Allemands installent des tables sous le balcon de la poste. Une macabre cérémonie commence, douze, un par un sont appelés et pendus au balcon, un treizième qui tente de s'échapper est abattu. Trois autres villageois avaient été un peu plus tôt, et sans raison, abattus dans un champ de la commune.

## Héraldique
| Blason de Dunes | Blason  | D'azur aux trois monts d'argent surmontés chacun d'une fleur de lys d'or |
| Blason de Dunes | Détails | Le statut officiel du blason reste à déterminer.                         |

## Politique et administration

### Liste des maires
| Période                                  | Période    | Identité         | Étiquette | Qualité                   |
| ---------------------------------------- | ---------- | ---------------- | --------- | ------------------------- |
| -                                        | mars 1989  | André Vidalot    | DVG       | -                         |
| mars 1989                                | avril 2015 | Christian Astruc | DVG       | Conseiller général        |
| avril 2015                               | En cours   | Alain Alary      | PRG       | Retraité de l'agriculture |
| Les données manquantes sont à compléter. |            |                  |           |                           |

## Démographie
L'évolution du nombre d'habitants est connue à travers les recensements de la population effectués dans la commune depuis 1793. Pour les communes de moins de 10 000 habitants, une enquête de recensement portant sur toute la population est réalisée tous les cinq ans, les populations de référence des années intermédiaires étant quant à elles estimées par interpolation ou extrapolation. Pour la commune, le premier recensement exhaustif entrant dans le cadre du nouveau dispositif a été réalisé en 2007.

En 2022, la commune comptait 1 218 habitants, en évolution de +0,74 % par rapport à 2016 (Tarn-et-Garonne : +3,12 %, France hors Mayotte : +2,11 %).
| 1793 | 1800  | 1806  | 1821  | 1831  | 1836  | 1841  | 1846  | 1851  |
| ---- | ----- | ----- | ----- | ----- | ----- | ----- | ----- | ----- |
| 818  | 1 280 | 1 315 | 1 413 | 1 512 | 1 248 | 1 319 | 1 341 | 1 301 |

| 1856  | 1861  | 1866  | 1872  | 1876  | 1881  | 1886  | 1891  | 1896  |
| ----- | ----- | ----- | ----- | ----- | ----- | ----- | ----- | ----- |
| 1 291 | 1 202 | 1 203 | 1 178 | 1 246 | 1 216 | 1 146 | 1 068 | 1 003 |

| 1901 | 1906 | 1911 | 1921 | 1926 | 1931 | 1936 | 1946 | 1954 |
| ---- | ---- | ---- | ---- | ---- | ---- | ---- | ---- | ---- |
| 978  | 953  | 930  | 824  | 843  | 884  | 887  | 825  | 815  |

| 1962 | 1968 | 1975 | 1982 | 1990 | 1999 | 2006  | 2007  | 2012  |
| ---- | ---- | ---- | ---- | ---- | ---- | ----- | ----- | ----- |
| 750  | 712  | 710  | 769  | 853  | 893  | 1 079 | 1 106 | 1 216 |

| 2017  | 2022  | - | - | - | - | - | - | - |
| ----- | ----- | - | - | - | - | - | - | - |
| 1 200 | 1 218 | - | - | - | - | - | - | - |

## Sport et culture
- Le club de football est une entente avec les villages de Donzac, Dunes, Saint-Cirice, Saint-Loup et Sistels. Il a pour nom le FC Brulhois et les rencontres ont lieu au stade de Donzac.
- Le club de tennis est une association de plusieurs villages Dunes, Donzac, Saint-Loup. Son nom est "Garonne Tennis"
- Le village organise chaque année au mois de novembre une fête occitane ainsi qu'un rassemblement des vieux pistons à la Tour des Templiers.
- Les vins de la collectivité du Brulhois sont dits vins de Dunes.

### Rugby Club du Brulhois 82
Le club de rugby à XV fut créé en 2010 et regroupe les villages de Dunes, Donzac, Saint-Cirice, Saint-Loup, Sistels et Merles. Il se nomme le RC Brulhois 82 et les rencontres ont lieu au stade Roland Doumergue de Dunes (C'est le retour d'un club de rugby à Dunes depuis le Sporting Club Dunois de l'entre-deux guerres) Le club évolue en championnat de Régionale 3 Occitanie pour la saison 2022-2023.
- 2010-2012 : Le RC Brulhois réalise deux bonnes saisons en 4e Série avec notamment un 1/4 et un 1/8 de finale de championnat de France ainsi que le bouclier du comité Midi-Pyrénées acquis face à l'US Haut-Salat sur le score de 25 à 6. Le club accède ainsi à la 3e Série. Le Brulhois parvient à enchainer 17 victoires consécutives.
- 2012-2014 : Le RCB82 joue le haut de tableau de 3e Série, il atteint d'abord les 1/4 de finale et l'année suivante il perd son barrage à domicile mais est reversé en Coupe des Pyrénées où l'équipe est défaite en finale 18 à 15 en prolongation contre le CA Vabre. Durant ces deux années le Brulhois présente également une équipe réserve qui atteint aussi les 1/4 de finale et termine premier de poule en 2014.
- 2014-2016 : L'équipe remporte la Coupe des Pyrénées 21 à 20 face au Valence Olympique XV. L'année suivante, le Rugby Club du Brulhois 82 réalise sa meilleure saison en championnat en terminant à la première place de sa poule ce qui lui permet d'accéder à la 2de Série.
- 2016-2018 : Pour sa première saison en 2de Série, le club se maintient mais rate la qualification pour les barrages et est éliminé lors du premier match de coupe. La saison suivante en raison d'un groupe resserré et d'une succession de blessés verra le club enchainer les défaites et déclarer forfait général à 6 journées de la fin.
- 2018-2022: Le club repart la saison suivante en étant descendu en 3e/4e Série. Malgré le peu de victoires en 4 ans le club se structure pour l'avenir. La crise du Covid-19 ne permet pas de jouer les saisons 2019-2020 et 2020-2021 dans leurs intégralités.
- 2022-2023: Le RCB82 organise pour la première fois son propre tournoi pour l’École de rugby à Dunes.

## Économie

### Revenus
En 2018, la commune compte 502 ménages fiscaux, regroupant 1 207 personnes. La médiane du revenu disponible par unité de consommation est de 20 600 € (20 140 € dans le département).

### Emploi
|                | 2008  | 2013   | 2018   |
| -------------- | ----- | ------ | ------ |
| Commune        | 6,6 % | 8,4 %  | 8,9 %  |
| Département    | 8,4 % | 10,2 % | 10,3 % |
| France entière | 8,3 % | 10 %   | 10 %   |

En 2018, la population âgée de 15 à 64 ans s'élève à 727 personnes, parmi lesquelles on compte 80,7 % d'actifs (71,8 % ayant un emploi et 8,9 % de chômeurs) et 19,3 % d'inactifs,. Depuis 2008, le taux de chômage communal (au sens du recensement) des 15-64 ans est inférieur à celui de la France et du département.
La commune fait partie de la couronne de l'aire d'attraction d'Agen, du fait qu'au moins 15 % des actifs travaillent dans le pôle,. Elle compte 207 emplois en 2018, contre 176 en 2013 et 167 en 2008. Le nombre d'actifs ayant un emploi résidant dans la commune est de 530, soit un indicateur de concentration d'emploi de 39 % et un taux d'activité parmi les 15 ans ou plus de 61 %.
Sur ces 530 actifs de 15 ans ou plus ayant un emploi, 157 travaillent dans la commune, soit 30 % des habitants. Pour se rendre au travail, 84,1 % des habitants utilisent un véhicule personnel ou de fonction à quatre roues, 1,1 % les transports en commun, 6,6 % s'y rendent en deux-roues, à vélo ou à pied et 8,1 % n'ont pas besoin de transport (travail au domicile).

### Activités hors agriculture

#### Secteurs d'activités
73 établissements sont implantés  à Dunes au 31 décembre 2019. Le tableau ci-dessous en détaille le nombre par secteur d'activité et compare les ratios avec ceux du département,.
| Secteur d'activité                                                                                        | Commune | Commune | Département |
| Secteur d'activité                                                                                        | Nombre  | %       | %           |
| --- | ------- | ------- | ----------- |
| Ensemble                                                                                                  | 73      | 100 %   | (100 %)     |
| Industrie manufacturière, industries extractives et autres                                                | 10      | 13,7 %  | (9,6 %)     |
| Construction                                                                                              | 12      | 16,4 %  | (14,9 %)    |
| Commerce de gros et de détail, transports, hébergement et restauration                                    | 22      | 30,1 %  | (29,7 %)    |
| Information et communication                                                                              | 1       | 1,4 %   | (1,9 %)     |
| Activités financières et d'assurance                                                                      | 2       | 2,7 %   | (3,4 %)     |
| Activités immobilières                                                                                    | 2       | 2,7 %   | (3,3 %)     |
| Activités spécialisées, scientifiques et techniques et activités de services administratifs et de soutien | 6       | 8,2 %   | (14,1 %)    |
| Administration publique, enseignement, santé humaine et action sociale                                    | 13      | 17,8 %  | (13,6 %)    |
| Autres activités de services                                                                              | 5       | 6,8 %   | (9,3 %)     |

Le secteur du commerce de gros et de détail, des transports, de l'hébergement et de la restauration est prépondérant sur la commune puisqu'il représente 30,1 % du nombre total d'établissements de la commune (22 sur les 73 entreprises implantées  à Dunes), contre 29,7 % au niveau départemental.

#### Entreprises et commerces
Les trois entreprises ayant leur siège social sur le territoire communal qui génèrent le plus de chiffre d'affaires en 2020 sont : 
- Societe Services Bois, réparation d'autres équipements (4 582 k€)
- SAS Etablissements Menon, entretien et réparation de véhicules automobiles légers (1 027 k€)
- Domo Energies, travaux d'installation électrique dans tous locaux (176 k€)

### Agriculture
La commune est dans le « Neracois », une petite région agricole ne concernant qu'une commune du département de Tarn-et-Garonne. En 2020, l'orientation technico-économique de l'agriculture  sur la commune est la polyculture et/ou le polyélevage. 
|               | 1988  | 2000  | 2010  | 2020  |
| ------------- | ----- | ----- | ----- | ----- |
| Exploitations | 58    | 48    | 37    | 36    |
| SAU (ha)      | 1 452 | 1 549 | 1 588 | 1 762 |

Le nombre d'exploitations agricoles en activité et ayant leur siège dans la commune est passé de 58 lors du recensement agricole de 1988  à 48 en 2000 puis à 37 en 2010 et enfin à 36 en 2020, soit une baisse de 38 % en 32 ans. Le même mouvement est observé à l'échelle du département qui a perdu pendant cette période 57 % de ses exploitations,. La surface agricole utilisée sur la commune a quant à elle augmenté, passant de 1 452 ha en 1988 à 1 762 ha en 2020. Parallèlement la surface agricole utilisée moyenne par exploitation a augmenté, passant de 25 à 49 ha.

## Culture locale et patrimoine

### Lieux et monuments
- La tour de Turas dit des "Templiers".
- La place des Martyrs ou place de la mairie qui est entourée de cornières et de nombreux commerces, un puits se trouve face à la mairie.
- L'église Sainte-Madeleine de Dunes, grand bâtiment architectural date du XIIIe siècle. L'édifice a été inscrit au titre des monuments historiques en 1926[46]. Plusieurs objets sont référencés dans la base Palissy[46].

## Galerie

Dunes en 2012.
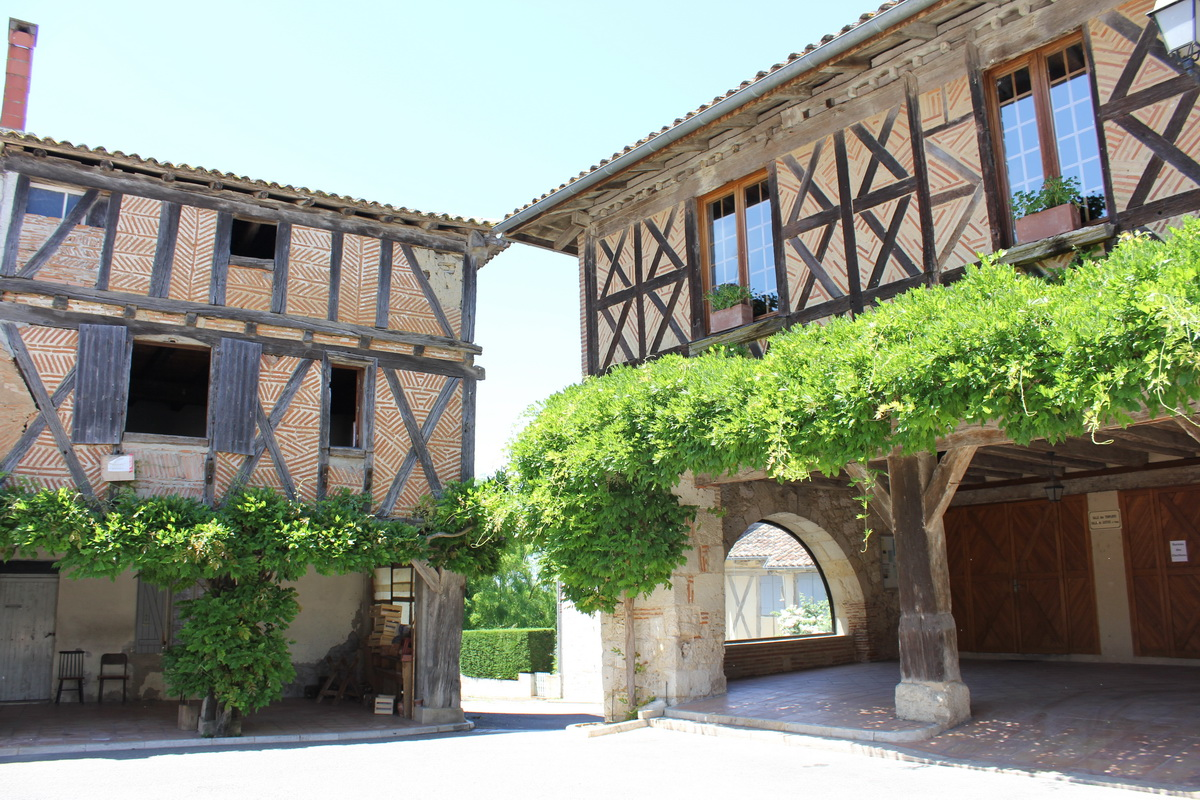
Maisons à colombages
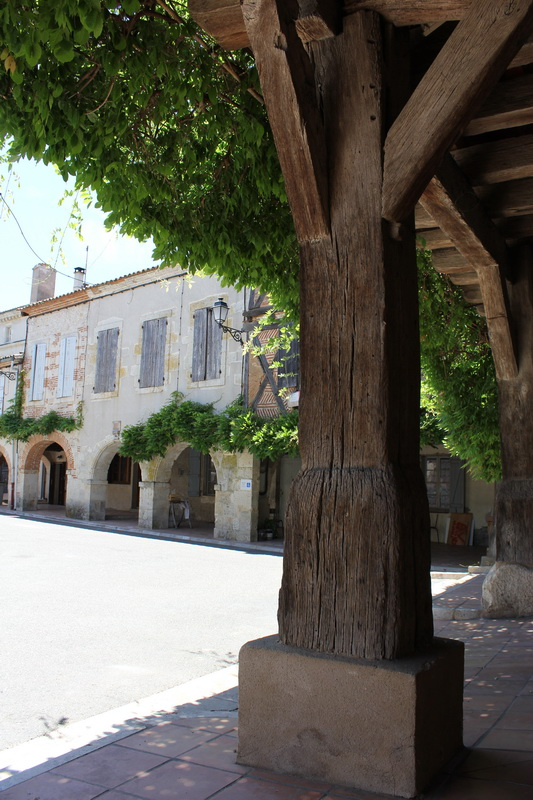
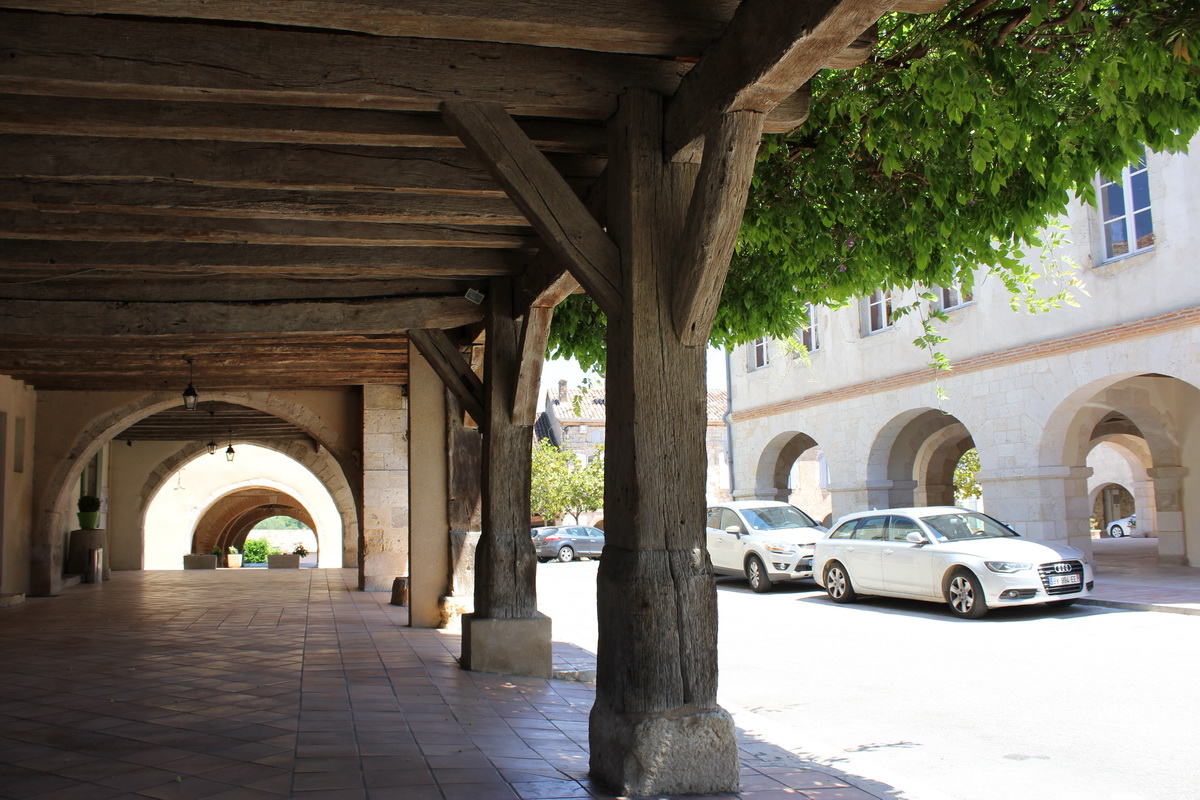
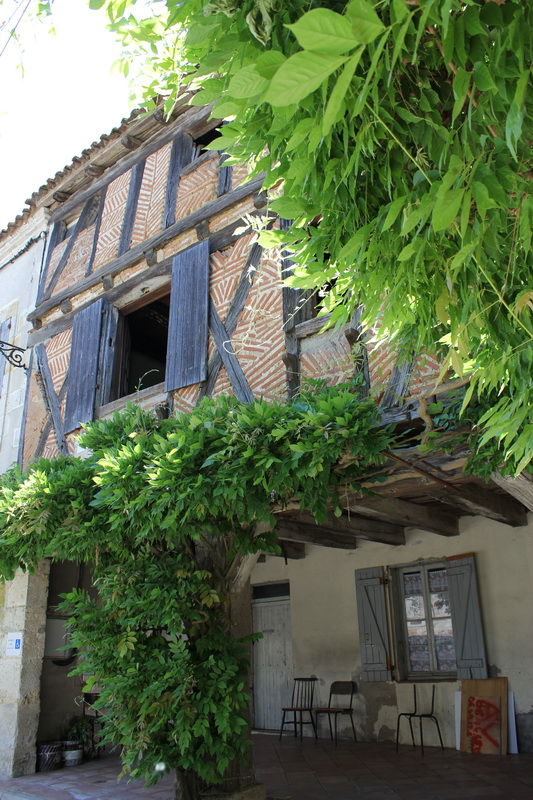
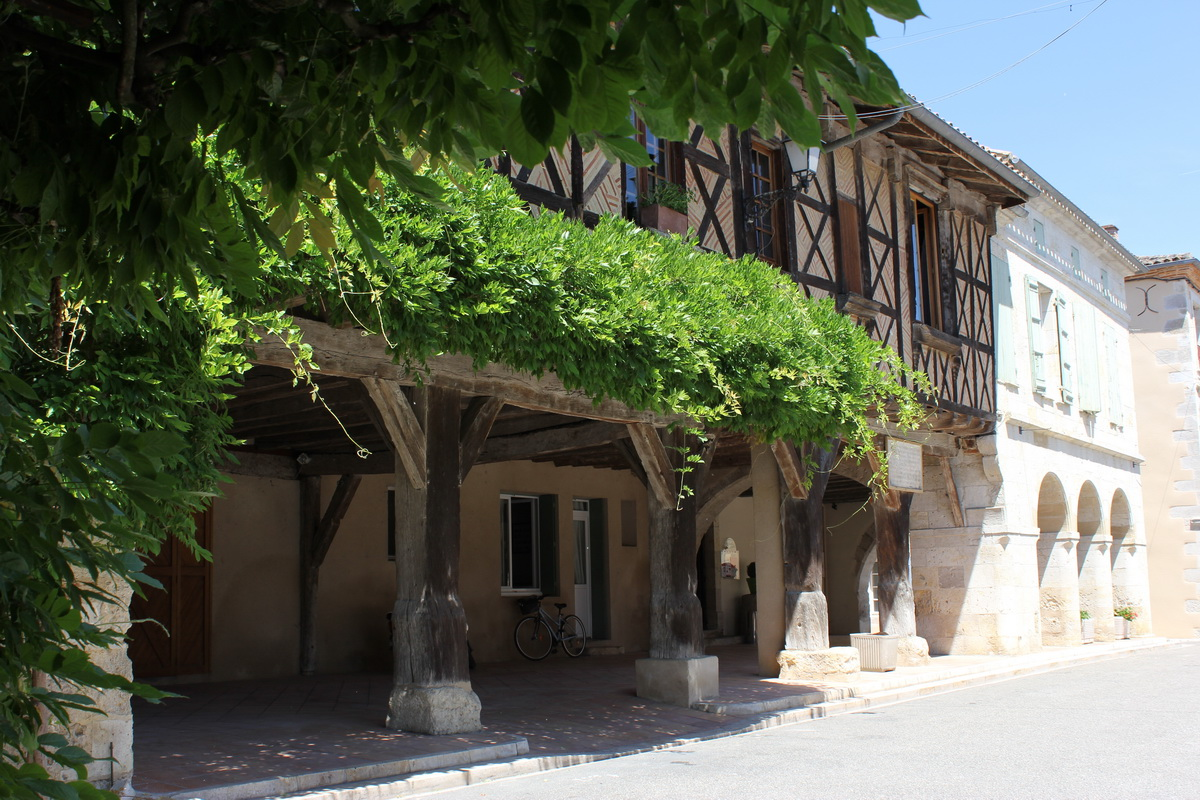
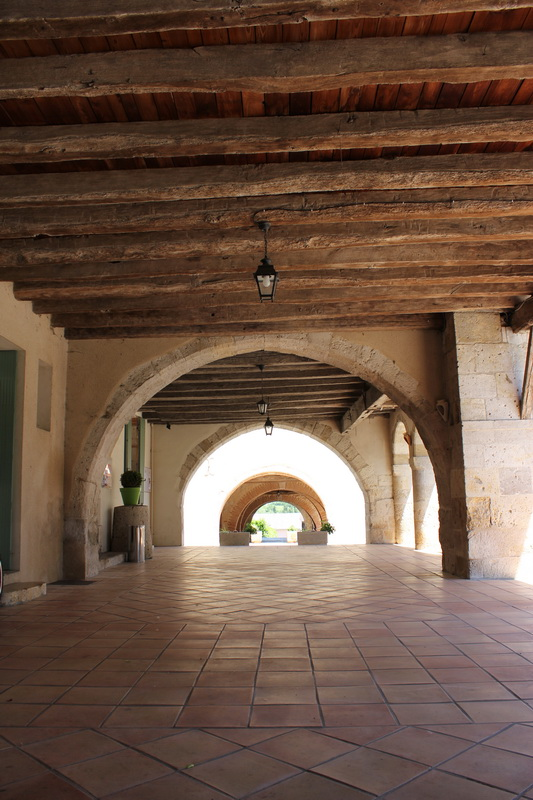
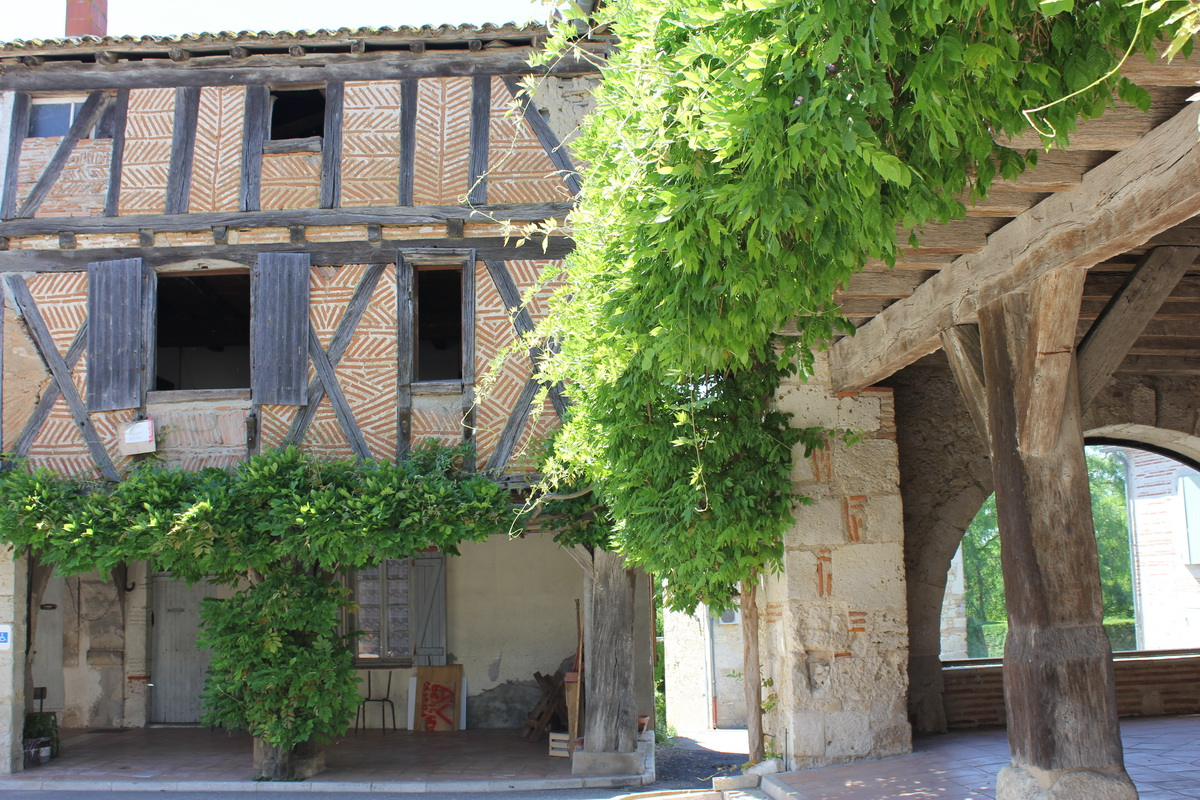
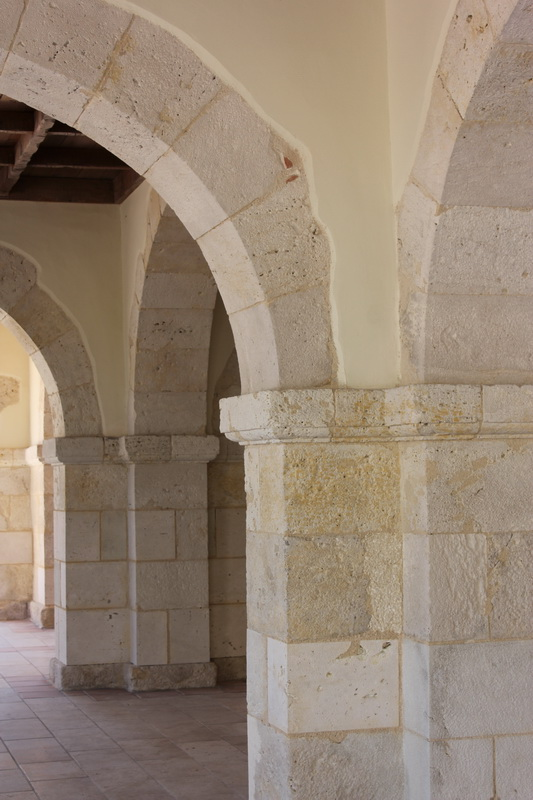
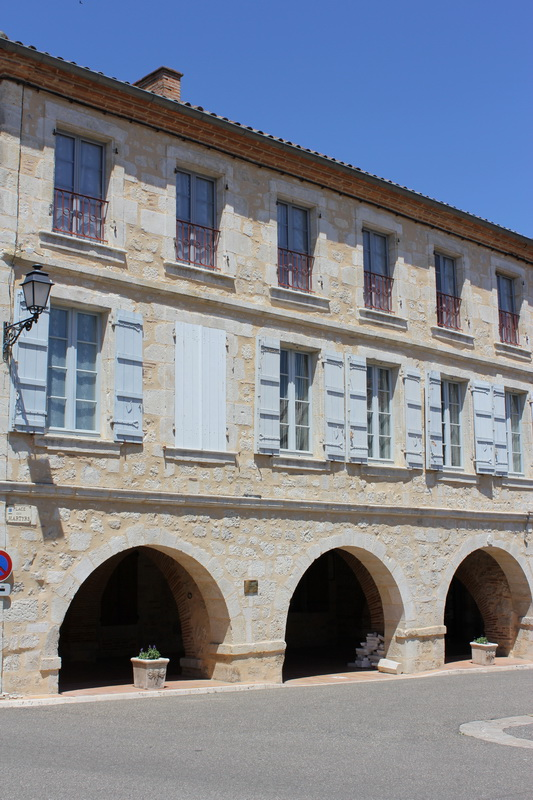
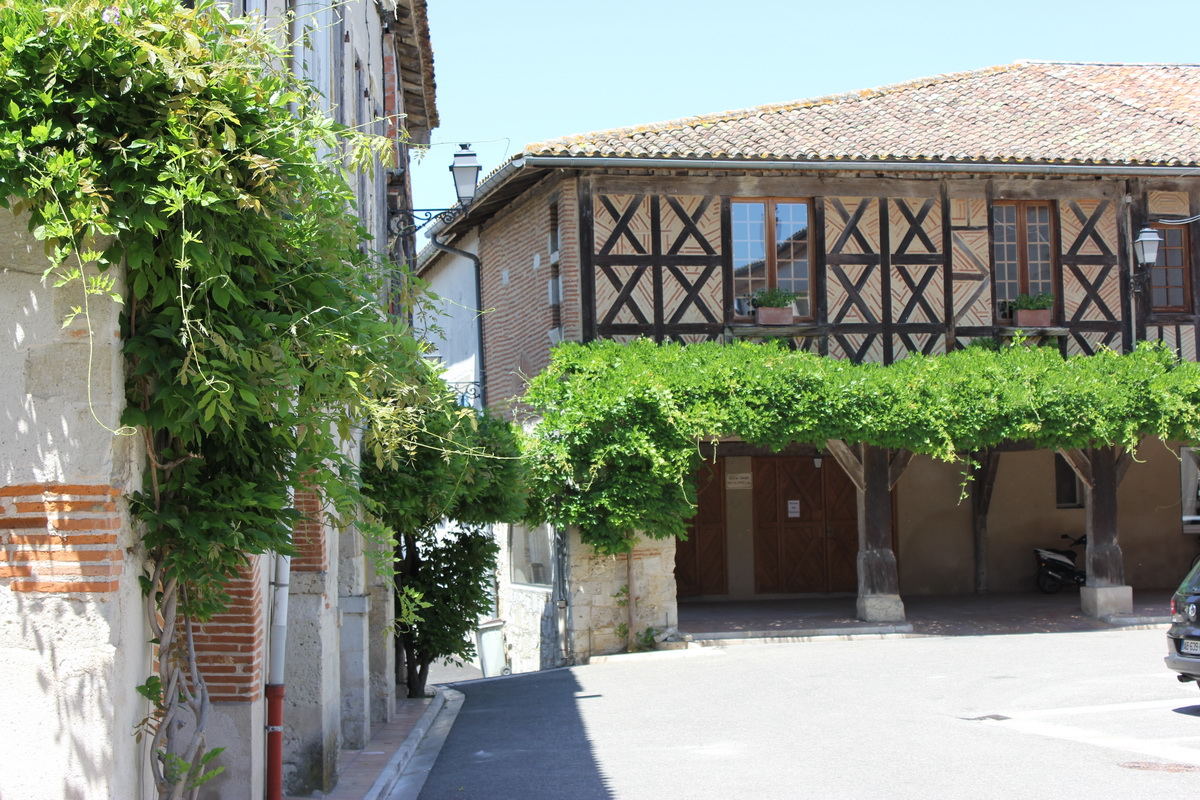
Maison à colombages

### Personnalités liées à la commune
- Léon Lemartin, né à Dunes en 1883, ingénieur des Arts et Métiers, pionnier de l'aviation, aviateur (chef-pilote) de la maison Blériot (brevet no 249). Premier contrat connu de pilote d'essais au monde[47]. Recordman du monde de vol avec passagers à Pau sur Blériot XIII en février 1910, avec 7, 8 puis 11 personnes. Record du monde de vitesse, non homologué, sur Blériot XX à moteur Gnome 50HP, le 24 mai 1911 entre Étampes et Toury : 128,418 km/h. Ami de Jules Védrines, de Charles de Lambert, dont il adoptera la fille Jeanne, et Geo Chavez, partenaire de Roland Garros. Mort accidentellement au départ du Circuit Européen, le 18 juin 1911. 59e martyr de l'aviation, il repose à Dunes.
- Tonnie Davy (Léone Le Martin dite), institutrice et journaliste née à Dunes le 18 juillet 1911, décédée à Toulouse le 25 décembre 1968. Fille posthume de Léon Lemartin (sa mère est remariée à son oncle paternel - le frère de son 1er mari comme c'était souvent la coutume). Elle a deux sœurs, Louise et Simone, et deux demi-frères Maurice et Roger. En 1930, elle s'inscrit à la Faculté de lettres de Paris, puis rencontre Charles Dullin, joue au théâtre de l'Atelier et part en tournée. En 1933, elle intègre l'équipe de l'hebdomadaire L'Image, puis celle de Pour Vous. Le plus grand hebdomadaire de cinéma[48]. Elle rédige des articles sur de jeunes comédiens français qu'elle rencontre : Ginette Leclerc, Alice Field, Mary Glory, Georges Lyon ou Bernard Blier[49]… et retranscrit ses entretiens avec de jeunes vedettes d'Hollywood comme Lana Turner, Ingrid Bergman, Joan Fontaine ou James Stewart. Dans les années 60, elle sera une des préceptrices des enfants de Joséphine Baker au Château des Millandes.
- Anne-Marie Canet, née à Dunes le 26 novembre 1912 au domaine de la Canette ; célèbre poétesse, qui suivit son mari, Joseph Kegels en Luxembourg belge, auteur de dix recueils de poésie en langue française sous son nom d'épouse, Anne-Marie Kegels, morte à Marbehan (Belgique) le 4 juillet 1994.
- René-Paul Entremont, né à Sète le 25 septembre 1917 ; écrivain et surtout poète (nombreux recueils) corps-franc 1939-1940 dans les Ardennes, prisonnier de guerre et évadé Seconde Guerre mondiale, résidant à Dunes 1978-2000, créateur des "Tréteaux de Dunes et alentours" (diseur et metteur en scène) et créateur de l'ADHEF en 1994 (pour faire mieux connaître en France Anne-Marie Canet-Kegels), membre d'associations de poésie dont la SPAF Midi-Pyrénées, mort à Sète le 3 décembre 2010.
- Victime des nazis, Roger Dublin, 32 ans, amené du village voisin de Caudecoste (Lot-et-Garonne) est pendu avec 10 autres victimes le 23 juin 1944. Il y avait aussi parmi les pendus de Dunes un Parisien réfugié à la campagne...
- Christian Gasc, né le 8 août 1945 à Dunes et mort le 11 janvier 2022 à Paris, célèbre créateur de costumes pour le cinéma, le théâtre et l'opéra. Il a remporté quatre César des meilleurs costumes (Madame Butterfly de Frédéric Mitterrand, 1995, Ridicule de Patrice Leconte, 1997, Le Bossu de Philippe de Broca, 1997, Les Adieux à la reine de Benoît Jacquot 2012 et un Molière. Il est fait Chevalier des Arts et des Lettres et de la légion d’honneur. Son urne repose sur la tombe familiale au cimetière de Valence-d'Agen.

## Pour approfondir